# Bonyad
Les Bonyads (en persan : بنیاد) sont des fonds caritatifs iraniens qui contrôlent de 11 %  à 40 %  selon les sources du PNB de l'Iran. Mis en place juste après la révolution iranienne, les Bonyads ont été utilisés pour redistribuer les revenus du pétrole aux pauvres et aux familles des martyrs.
Aujourd'hui, les Bonyads sont des consortiums de compagnies qui sont exemptées de taxes et qui rendent compte directement au guide suprême. Les Bonyads ont des effectifs pléthoriques et ne font généralement pas de bénéfices.